# Arachnactis valdiviae
Arachnactis valdiviae är en korallart som beskrevs av Oscar Henrik Carlgren 1913. Arachnactis valdiviae ingår i släktet Arachnactis och familjen Arachnactidae. Inga underarter finns listade i Catalogue of Life.